# Hemiaminal
Hemiaminal je funkcionalna grupa ili tip hemijkog jedinjenja koji ima hidroksilnu grupu i amin vezan za isti atom ugljenika:  može da bude vodonik ili alkil grupa. Hemiaminali su intermedijari u formiranju imina iz amina i karbonila putem alkilimino-de-okso-bisupstitucije.  
Primer je hemiaminal koji se dobija reakcijom sekundarnog amina karbazola i formaldehida